# Hargita Kalendárium
Hargita Kalendárium a csíkszeredai Hargita, majd Hargita Népe című napilapok 1970 óta megjelent könyvnaptára.

## Története
Felelős szerkesztője Albert Antal. Ötvözi a régi székely kalendáriumok hagyományait a korszerű évkönyvek törekvéseivel. Tematikája változatos, emlékeztet az esztendő fontosabb eseményeire, keresztmetszetet nyújt Hargita megye gazdasági-társadalmi fejlődéséről, orvosi, jogi tanácsokat közöl. Sok tudománynépszerűsítő írást jelentet meg; az erdélyi magyar anyanyelvi szakkönyvkiadás megindulása előtt hiánypótlónak számítottak néprajzi és helytörténeti közleményei, melyek az évek során feltérképezték Hargita és a szomszédos megyék tárgyi és szellemi néprajzának maradandó értékeit és forradalmi hagyományait, ismertették e tájegység jeles szülötteinek munkásságát. E dolgozatok szerzői jobbára helybeli újságírók, tanárok, muzeológusok, orvosok, jogászok, mérnökök, de a munkatársak között szerepelnek bukaresti, kolozsvári, marosvásárhelyi tudósok, közírók is.
A Hargita Kalendárium szépirodalmi összeállításai főleg a megyében született vagy itt élő régebbi és mai írók, költők műveiből merítkeznek, így egyetlen kötetből sem hiányoznak Tamási Áron, Tompa László, Tomcsa Sándor, Áprily Lajos, Szemlér Ferenc művei; a fiatalabbak közül Kányádi Sándor, Szabó Gyula, Fodor Sándor, Magyari Lajos, Farkas Árpád, Czegő Zoltán, Molnos Lajos, valamint Páll Lajos, Oláh István, Ferencz S. István, Ferencz Imre, Váli József, Lőrincz György) írásai gyakoriak.
Népművészeti ihletettségű fedőlapjai külön színfoltot kölcsönöznek a kiadványnak. A borítólap és az illusztráció minden esetben helybeli képzőművészek munkája, közülük ez idáig Márton Árpád, Karancsi Sándor, Sövér Elek, Gaál András, Kovács Dénes, Antal Imre, Mérey András, Búzás András, Zsigmond Márton, F. Bakos Erzsébet, Szabó Béla, Kántor József járult hozzá a kötetek esztétikai megformálásához.
1970-től a Hargita című napilap Kiadóvállalat, 1995-től a Hargita Népe Kiadóvállalat adja közre Csíkszeredában. 2008-ban adták közre a Hargita emlékkönyvet.